# René-Marie Castaing
René-Marie Castaing (Pau, 16 de desembre de 1896 - Tarba, 1943) va ser un pintor occità, primogènit del també pintor Henri Joseph Castaing i de Rose-Marie Picamilh.

## Biografia
Aprenent de son pare i de Paul Albert Laurens, va exposar al Saló dels artistes francesos del 1913 i hi va rebre una medalla d'argent el 1925.
Destaca per ser el primer bearnès a guanyar el Premier Grand Prix de Rome l'any 1924. Més tard, va esdevenir membre de la Societat dels artistes francesos.
Alguns dels seus frescos decoren el menjador de la Vil·la Saint Basil's a Pau. D'altres, pintats el 1930, ornamenten el viacrucis de l'església Saint-Jacques-le-Majeur de Bidaishe.
Es va casar el 27 d'agost de 1925 a Arròs de Nai amb Marie d'Espalungue d'Arros, filla de Henry-Charles-Marie-Arnaud d'Espalungue d'Arros i de Madeleine de Buyer. D'aquesta unió van néixer un total de vuit infants.

## Obra destacada

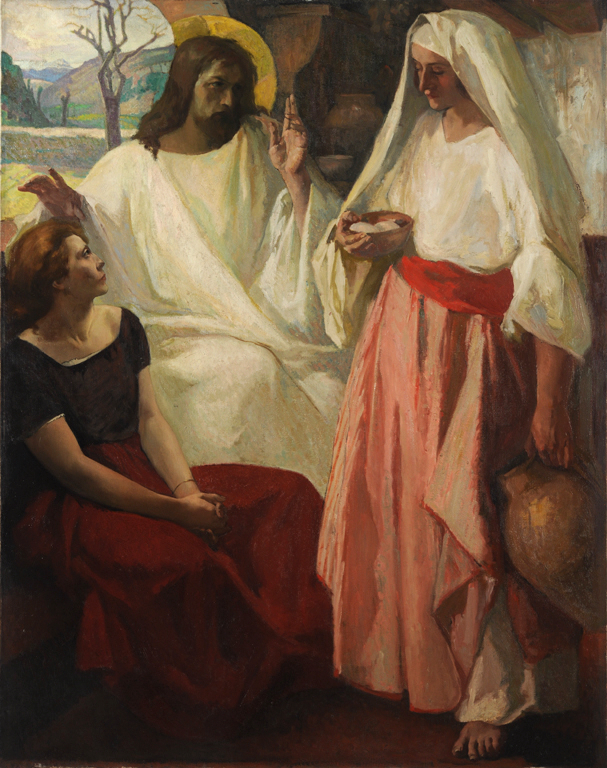
Jesús amb Marta i Maria.

- Jeanne d'Arc entendant les voix, huile, mine de plomb, bronzine/toile
- Jeanne d'Arc chef de guerre, craie, gouache/toile (1920)
- Jeanne d'Arc au bûcher, huile, mine de plomb, bronzine/toile - exposé au Musée des Beaux-Arts de Pau.
- Cendrillon (1928)
- Sérénade dans le parc d'un palais italien (1931)
- Jeunes filles et amour dans un parc (1931)
- Jeune fille tenant un tissu (1936)
- Jésus chez Marthe et Marie (1924, Grand Prix de Rome)
- Chemin de Croix, ensemble de quinze toiles dont certaines furent achevées par son frère Jacques Castaing, église Saint-Jacques-le-Majeur, Bidache, Pyrénées-Atlantiques.